# تاريخ محلي

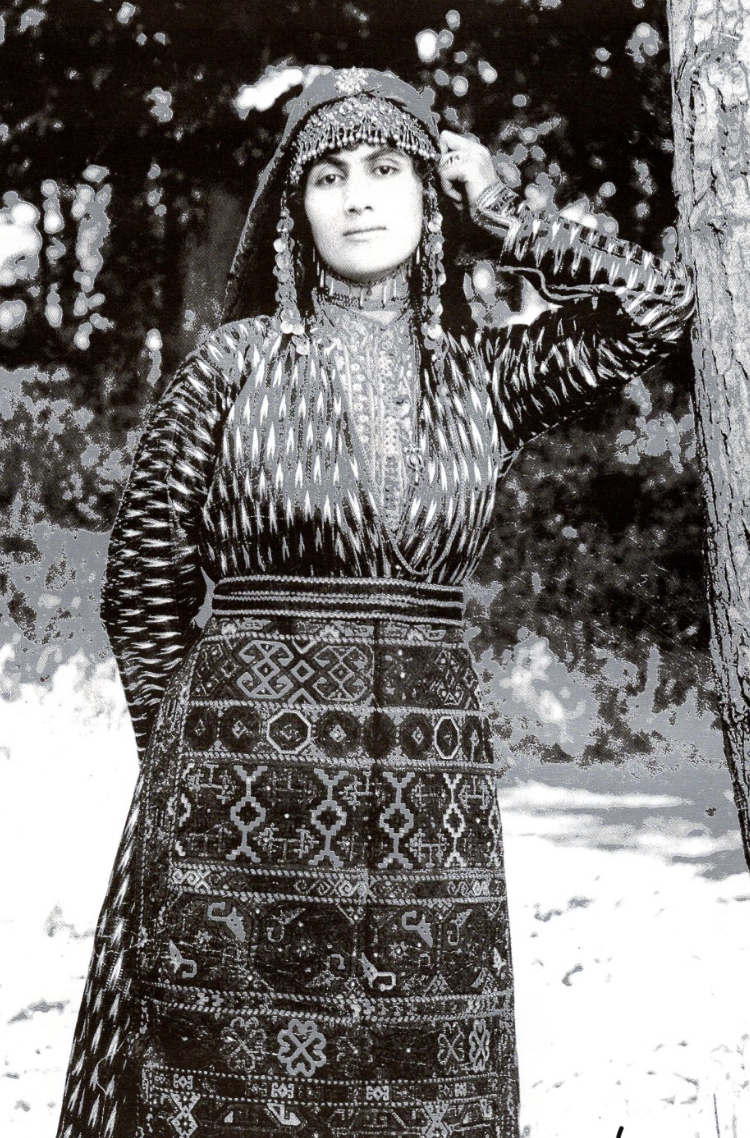
صورة لامرأة أرمنية من موش. قفطان جميل من قماش إيكات، ومئزر مطرز وشرائط من الحرير، ووشاح منسوج بالحبال، وغطاء رأس مزخرف بشكل كبير.

التاريخ المحلي هو دراسة التاريخ في سياق محلي جغرافيًا، وغالبًا ما يركز على مجتمع محلي صغير نسبيًا. يدمج الجوانب الثقافية والاجتماعية للتاريخ. التاريخ المحلي ليس مجرد تاريخ وطني مكتوب على نطاق صغير ولكنه دراسة للأحداث الماضية في منطقة جغرافية معينة والتي تستند إلى مجموعة متنوعة من الأدلة الوثائقية ويتم وضعها في سياق مقارن إقليمي ووطني. اللوحات التاريخية هي أحد أشكال توثيق الأحداث الهامة في الماضي والتاريخ الشفوي هو شكل آخر.
غالبًا ما يتم توثيق التاريخ المحلي من قبل المجتمعات أو المجموعات التاريخية المحلية التي تتشكل للحفاظ على مبنى تاريخي محلي أو موقع تاريخي آخر. يتم تجميع العديد من الأعمال المتعلقة بالتاريخ المحلي من قبل مؤرخين هواة يعملون بشكل مستقل أو أرشيفية وظفتهم منظمات مختلفة. يتمثل أحد الجوانب المهمة للتاريخ المحلي في نشر وفهرسة الوثائق المحفوظة في السجلات المحلية أو الوطنية التي تتعلق بمناطق معينة.
في عدد من البلدان، يُعرف مفهوم أوسع للتقاليد المحلية، وهو دراسة شاملة لكل ما يتعلق بمكان معين: التاريخ، والإثنوغرافيا، والجغرافيا، والتاريخ الطبيعي، إلخ.